# NGC 2122
NGC 2122 је расејано звездано јато у сазвежђу Трпеза које се налази на NGC листи објеката дубоког неба.
Деклинација објекта је - 70° 4' 12" а ректасцензија 5h 48m 52,6s. Привидна величина (магнитуда) објекта NGC 2122 износи 10,4. NGC 2122 је још познат и под ознакама ESO 57-EN41.